# Aphropsis gigantea
Aphropsis gigantea är en insektsart som beskrevs av Metcalf och James Heathman Horton 1934. Aphropsis gigantea ingår i släktet Aphropsis och familjen spottstritar. Inga underarter finns listade i Catalogue of Life.